# Werderstraße 152 (Heilbronn)

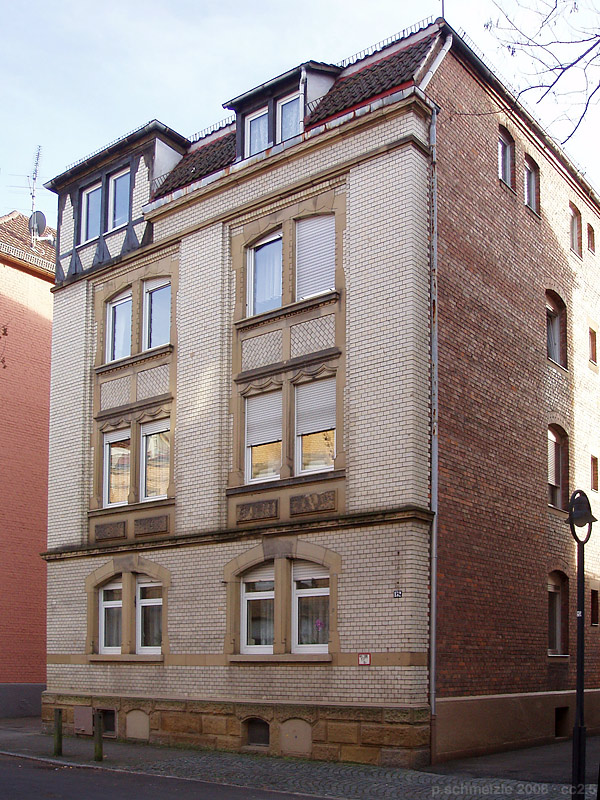
Das Haus Werderstraße 152

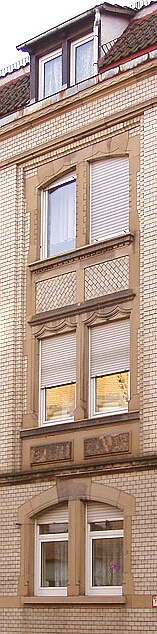
Detailansicht

Das Wohnhaus Werderstraße 152 in Heilbronn ist ein denkmalgeschütztes Haus, das in den Jahren 1905/06 für Wilhelm Schöneck errichtet wurde. Es ist neben dem Haus Werderstraße 154 und dem Haus Werderstraße 155 eines von drei Wohnhäusern, die der Klavierbauer Schöneck in der Werderstraße erbauen ließ. Entworfen wurde das Bauwerk von den Heilbronner Architekten Christian Dietz und Jakob Saame. 

## Lage
Das Kulturdenkmal liegt an der Werderstraße, der ehemaligen Mittelachse des historischen Arbeiterwohnquartiers. Den geänderten städtebaupolitischen Vorstellungen des Europäischen Denkmalschutzjahres 1975 und der Novellierung des Bundesbaugesetzes von 1976 folgend, wurde sie in den Jahren 1977–1981 im Rahmen der „behutsame[n] Erneuerung einzelner Stadtquartiere“ in eine verkehrsberuhigte Zone umgewandelt.

## Beschreibung
Die Fassade zeigt die „typische Loslösung vom Historismus in ihrer starken Flächenhaftigkeit“ und wurde als Kulturdenkmal unter Denkmalschutz gestellt.

## Geschichte
1950 war das Haus im Besitz von Adolf Widenmeyer aus Neckarwestheimn und es werden sieben Mietparteien genannt. 1961 hatte sich daran noch nichts geändert.